# De Incal
De Incal is een Franse graphicnovel-serie geschreven door Alejandro Jodorowsky en oorspronkelijk geïllustreerd door Jean Giraud. Met de Incal, introduceerde Jodorowsky, een fictief universum waarin zijn sciencefictionstrips plaatsvinden (De Metabaronnen, De Technovaders en Megalax). Het is een ruimteopera die fantasie combineert met een mix van wetenschap, technologie, politieke intriges, samenzweringen, messianisme, mystiek, poëzie, losbandigheid, liefdesverhalen en satire. De verhalen en beelden in de Incal zijn grotendeels ontleend aan het verlaten filmproject Dune, geregisseerd door Jodorowsky en ontworpen door Giraud uit de vroege jaren 1970.

## Publicaties
De Incal werd oorspronkelijk gepubliceerd in afleveringen tussen 1980 en 1988 in het Franse tijdschrift Métal Hurlant, in het Nederlandse taalgebied gepubliceerd bij uitgeverij Oberon onder de noemer De avonturen van John Difool (1981-1988 met Jean Giraud). Daarna volgden De jeugd van John Difool (1989-1995, met Zoran Janjetov), gevolgd door Na de Incal (2000, met Jean Giraud) en de Final Incal (2008– 2014, met José Ladrönn). Hieruit kwamen later de spin-offseries voort als De Metabaronen, De Technovaders en Megalex. De zes delen van De avonturen van John Difool werden in 2003 opnieuw uitgebracht bij uitgeverij Oog & Blik integraal als bundeling onder de naam De Incal.

## Inhoud
In het universum van de Incal zijn twee kosmische krachten aan het werk: het Licht en het Duister. In deze wereld dreigt het Duister niet alleen de mensenwereld maar het hele universum te overmeesteren. De twee tegengestelde krachten zijn altijd met elkaar in conflict. Er is een Incal van het Licht en een Incal van het Duister, waarneembaar als uiterst kleine kristallen piramides. Deze Incals zijn echter niet met elkaar in conflict, maar net als het Yin en Yang, complementeren ze elkaar. Als de Incals worden samengevoegd ontstaan uit de twee krachten een machtig sterrenschip, dat de strijd tegen het Duister aangaat.
In de strijd tegen het Duister wordt de hoofdrol toebedeeld aan iemand die daar helemaal niet geschikt voor is, John Difool. 
Wie of wat voor goed en kwaad staat is in 'De Incal' niet erg duidelijk. Wel duidelijk wordt dat de Emperioratrix verantwoordelijk is voor de metamorfose van de decadente Prezident tot de Necrosonde, die uit is op de verovering van de Incals en de vernietiging van John Difool en consorten.
Op de oppervlakte van de aarde leven de aristo's, een bevoorrechte, elitaire bovenklasse. Deze zijn te herkennen aan hun aureolen. Er is ook een onderklasse die ondergronds moet leven in putsteden. (Dit is een overeenkomst met de eerste SF-film, Metropolis, van Fritz Lang, uit 1927) Boven- en onderklasse worden dom gehouden, beziggehouden en gemanipuleerd door de Prezident en de technobroederschap. De narcojeugd maakt 70% van de bevolking uit en de massa is verslaafd aan de tv. Door de overheid wordt het gebruik van drugs bevorderd. Deze omstandigheden doen sterk denken aan een klassieker onder de sf-klassiekers: 'The Brave New Word' van Aldous Huxley.
De techniek in de Incal is bijzonder ver gevorderd en heeft niet alleen betrekking op de bekende fysische wetten, maar evenzeer op de psyche. Zo is er sprake van wonderlijke verschijnselen als telepatische enterhaken, psychobarrières en bestaan er mentreks die over bovennormale mentale kwaliteiten beschikken. De bekende natuurwetten worden regelmatig geweld aangedaan en het ene wonder of ongerijmdheid volgt op het ander.

## Albums
De avonturen van John Difool
| Nummer | Titel                    | Uitgever(s)       | Verschenen |
| ------ | ------------------------ | ----------------- | ---------- |
| 1      | De Incal van het duister | Uitgeverij Oberon | 1981       |
| 2      | De Incal van het licht   | Oberon            | 1982       |
| 3      | De benedenwereld         | Oberon            | 1983       |
| 4      | De bovenwereld           | Oberon            | 1985       |
| 5      | De vijfde essentie       | Oberon            | 1988       |
| 6      | De eerste planeet        | Oberon            | 1988       |

De jeugd van John Difool
| Nummer | Titel                       | Uitgever(s)       | Verschenen |
| ------ | --------------------------- | ----------------- | ---------- |
| 1      | De Inweiding                | Uitgeverij Oberon | 1989-2002  |
| 2      | De privé-detective          | Oberon            | 1991-2002  |
| 3      | Kroot                       | Oberon            | 1992-2002  |
| 4      | Anarcho-Psychoten           | Oberon            | 1993-2002  |
| 5      | Whisky, SPV en Homeo-Hoeren | Oberon            | 1994-2002  |
| 6      | De zelfmoordgaanderij       | Oberon            | 1995-2002  |

Na de Incal
| Nummer | Titel           | Uitgever(s)           | Verschenen |
| ------ | --------------- | --------------------- | ---------- |
| 1      | De nieuwe droom | Uitgeverij Oog & Blik | 2001       |
| 2      | Final inval     | Oog & Blik            | 2011       |
| 3      | Gorgo-le-sale   | Oog & Blik            | 2014       |

## Prijzen
- 1989: Harvey Prize Het beste werk van een buitenlands stripauteur voor The Incal
- 1998: Micheluzzi Prijs voor het beste stripboek De Incal